# Медуно
Меду̀но (на италиански: Meduno; на фриулски: Midùn, Мидун) е село и община в Северна Италия, провинция Порденоне, автономен регион Фриули-Венеция Джулия. Разположено е на 313 m надморска височина. Населението на общината е 1701 души (към 2010 г.).